# 미야카와촌 (이바라키현)
미야카와촌(宮川村)은 이바라키현 구지군에 일찍이 존재했던 촌이다.

## 지리
- 현재의 다이고정 북부에 해당한다.
- 촌 중앙에는 구지강이 흐르고 있다.
- 야미조 산지, 아부쿠마 고원에 위치하고 있으며, 촌의 대부분은 산이 많은 지형이다.
- 촌은 후쿠시마현과 현 경계에 위치한다.

## 역사
- 1889년 4월 1일 - 정촌제 시행에 의해 구지군 요리가미촌이 성립하였다.
- 1955년 3월 31일 - 다이고정, 후쿠로다촌, 요리가미촌, 사하라촌, 구로사와촌, 나미세촌, 가미오가와촌, 시모오가와촌의 일부와 합병해 다이고정이 성립하여, 미야카와촌은 소멸하였다.

## 인구
| 1891년 | 2,252 |
| 1914년 | 2,030 |
| 1920년 | 2,858 |
| 1935년 | 3,656 |
| 1950년 | 4,593 |

## 교통

### 철도
- 일본국유철도 (→동일본 여객철도)
  - 스이군선

## 참고문헌
- 角川日本地名大辞典編纂委員会『角川日本地名大辞典 8 茨城県』、角川書店、1983年 ISBN 4-04-001080-9